# (12873) Clausewitz
(12873) Clausewitz est un astéroïde de la ceinture principale.

## Description
(12873) Clausewitz est un astéroïde de la ceinture principale. Il fut découvert le 26 juillet 1998 à La Silla par Eric Walter Elst. Il présente une orbite caractérisée par un demi-grand axe de 2,34 UA, une excentricité de 0,13 et une inclinaison de 5,3° par rapport à l'écliptique.

## Compléments